# 57. Armee (Japanisches Kaiserreich)
Die 57. Armee (jap. 第57軍, Dai-gojū-nana-gun) war 1945 ein Großverband des Kaiserlich Japanischen Heeres. Ihr Tsūshōgō-Code (militärischer Tarnname) war Stoß (鋒, Kissaki).

## Geschichte
Am 8. April 1945 stellte das Daihon’ei (Japanisches Hauptquartier) in Erwartung einer alliierten Invasion der japanischen Hauptinseln die 57. Armee unter Generalleutnant Nishihara Kanji auf. Sie war mit fünf Divisionen, zwei Selbstständigen Gemischten Brigaden, zwei Panzer- und einer Artilleriebrigade im Süden der japanischen Insel Kyūshū in Takarabe (heute: Soo), Präfektur Kagoshima, stationiert.
Der Großteil der Mannschaften bestand aus zuvor eingezogenen Rekruten, die weder über eine nötige militärische Ausbildung noch über ausreichende Waffen verfügten. Teilweise musste auf Waffen aus dem 19. Jahrhundert und auf Bambusspeere zurückgegriffen werden. Während Divisionen mit zweistelliger Nummerierung an die 20.000 Mann Sollstärke hatten kamen die Divisionen mit 100er und 200er Nummern auf knapp 10.000 Mann. Letztgenannte Divisionen verfügten über praktisch keine Transportmittel und waren zur Küstenverteidigung vorgesehen. Ihre Immobilität wurde durch eine überdurchschnittliche Zuteilung von Artillerie und Mörsern ausgeglichen.
Das Operationsgebiet der 57. Armee umfasste die Ariake-See, eine Bucht des Ostchinesischen Meeres vor Kyūshū und die Küste der Präfektur Miyazaki. Während die 86., 154., 156. und 212. Division an der Küste positioniert waren befanden sich die 25. Division sowie die 5. und 6. Selbstständige Panzerbrigade im Landesinneren in den Kirishima-Bergen, um als mobile Reserve zur Verfügung zu stehen.
Wegen der Atombombenabwürfe auf Hiroshima und Nagasaki sah sich das Japanische Kaiserreich zur Kapitulation gezwungen. Aufgrund der Kapitulation Japans am 2. September 1945 kam die 57. Armee zu keinen Kampfeinsätzen mehr und wurde noch im selben Monat aufgelöst.

## Oberbefehlshaber

### Kommandeur
|    | Name                            | Von           | Bis             |
| -- | ------------------------------- | ------------- | --------------- |
| 1. | Generalleutnant Nishihara Kanji | 8. April 1945 | 15. August 1945 |

### Stabschefs
|    | Name                            | Von           | Bis             |
| -- | ------------------------------- | ------------- | --------------- |
| 1. | Generalmajor Yoshitake Yasumasa | 6. April 1945 | 19. August 1945 |

## Untergeordnete Einheiten
Die Aufstellung der Armee war wie folgt:
- 57. Armee-Stab
  - 25. Division
  - 86. Division
  - 154. Division
  - 156. Division
  - 212. Division
  - 98. Selbstständige Gemischte Brigade
  - 109. Selbstständige Gemischte Brigade
  - 5. Selbstständige Panzer-Brigade
  - 6. Selbstständige Panzer-Brigade
  - 1. Artillerie-Brigade
    - 26. Selbstständiges Feldartillerie-Bataillon
    - 28. Selbstständiges Feldartillerie-Bataillon
    - 13. Schweres Feldartillerie-Regiment
    - 28. Schweres Feldartillerie-Regiment
    - 54. Schweres Feldartillerie-Regiment
    - 5. Sturmgeschütz-Bataillon
    - 7. Sturmgeschütz-Bataillon
    - 20. Selbstständiges Mörser-Bataillon
    - 26. Selbstständiges Mörser-Bataillon
    - 28. Selbstständiges Mörser-Bataillon
    - 2. Maschinenkanonen-Bataillon
    - 4. Selbstständiges Panzerabwehr-Bataillon

  - weitere kleinere Einheiten